# Ronald Gough-Calthorpe (9e baron Calthorpe)
Pour les articles homonymes, voir Gough.
Ronald Arthur Somerset Gough-Calthorpe, 9e baron Calthorpe, né le 22 juin 1924 et mort à Norwich le 9 octobre 1945, est un militaire et noble britannique.

## Biographie
Il est l'aîné des deux enfants de Freddie Calthorpe (en), vétéran de la Première Guerre mondiale et joueur de cricket de première classe, capitaine de l'équipe d'Angleterre de cricket lors de sa tournée aux Indes occidentales en 1930. Freddie Calthorpe meurt d'un cancer en 1935, lorsque Ronald Calthorpe n'a que onze ans. En juillet 1940 ce dernier devient le 9e baron Calthorpe à la mort de son grand-père paternel Somerset Gough-Calthorpe, le 8e baron. Ce titre de baron de la pairie de Grande-Bretagne remonte à 1796, lorsqu'il est créé pour Henry Gough-Calthorpe, député du bourg pourri de Bramber à la Chambre des communes. En héritant du titre, Ronald Calthorpe hérite d'un siège à la Chambre des lords, auquel il obtient droit à sa majorité (21 ans) en juin 1945,.
Il s'engage dans le force de réserve (en) de la Royal Air Force, et est affecté à l'escadron 64 avec le grade de Flying officer (officier junior). Il participe à la Seconde Guerre mondiale, et meurt dans un accident lors d'un exercice en octobre 1945, à bord de son avion Mustang III. Il est inhumé au cimetière de Brookwood. Jamais marié, il n'a pas d'enfant, et son titre de baron revient à son frère Peter, de trois ans son cadet,.
Bien qu'il soit mort après la fin de la guerre, Ronald Calthorpe est chronologiquement l'avant-dernier des cinquante-six parlementaires britanniques morts à la Seconde Guerre mondiale et commémorés par un vitrail au palais de Westminster. Mort à l'âge de 21 ans et trois mois, il est également le plus jeune de ces cinquante-six hommes, devant Norton Knatchbull, le baron Brabourne (21 ans et 7 mois)